# Bibliothèque universitaire Pierre-et-Marie-Curie
Bibliothèque universitaire Pierre-et-Marie-Curie (česky Univerzitní knihovna Pierra a Marie Curieových) je univerzitní knihovna v Paříži, která se zaměřuje na literaturu o přírodních vědách a lékařství. Skládá se z několika specializovaných knihoven umístěných v univerzitním kampusu a fakultních nemocnicích. Knihovna je součástí Univerzity Paříž VI a vznikla sloučením dvou celků: Univerzitního lékařského dokumentačního střediska a Meziuniverzitní vědecké knihovny v Jussieu (Bibliothèque interuniversitaire scientifique de Jussieu).

## Součásti knihovny
Univerzitní knihovna se skládá z několika dílčích knihoven, z jedné přírodovědecké a osmi lékařských:
- Bibliothèque interuniversitaire scientifique de Jussieu (rozdělená na 10 sekcí umístěných v kampusu Jussieu, 5. obvod)[1]
- Bibliothèque hospitalière de Saint-Antoine (nemocenice Saint-Antoine, 12. obvod)[2]
- Bibliothèque de Neurosciences J.-M. Charcot (13. obvod)[3]
- Bibliothèque de stomatologie et chirurgie maxillo-faciale Michel Dechaume (nemocnice Pitié-Salpêtrière, 13. obvod)[4]
- Bibliothèque d'anatomie pathologique Jacques Delarue (nemocnice Pitié-Salpêtrière)[5]
- Bibliothèque d'UFR La Pitié-Salpêtrière (nemocnice Pitié-Salpêtrière)[6]
- Bibliothèque d'UFR Saint-Antoine (nemocnice Saint-Antoine)[7]
- Bibliothèque hospitalière Tenon-Meyniel (nemocnice Tenon, 20. obvod)[8]
- Bibliothèque hospitalière Trousseau (nemocnice Armand-Trousseau, 12. obvod)[9]